# La congiura di Barovia
La congiura di Barovia (Where There's Life) è un film del 1947 diretto da Sidney Lanfield.
È una commedia statunitense con Bob Hope, Signe Hasso e William Bendix.

## Trama
Michael Joseph Valentine, un annunciatore radiofonico americano scopre di essere il nuovo re di Barovia essendo figlio naturale del legittimo re da poco scomparso. Una società segreta, chiamata la Mordia, cerca di contrastare la sua salita al trono. Valentine scopre poi che è stata la Mordia ad avere assassinato suo padre.

## Produzione
Il film, diretto da Sidney Lanfield su una sceneggiatura di Allen Boretz e Melville Shavelson con il soggetto di Melville Shavelson, fu prodotto da Paul Jones per la Paramount Pictures e girato nei Paramount Studios a Hollywood, Los Angeles, California.
Il titolo originale, Where There's Life, fa riferimento al detto "Where there's life, there is hope" che contiene il gioco di parole con il cognome dell'attore protagonista. Il film doveva originariamente essere diretto da Elliott Nugent e doveva vedere la partecipazione nel cast del King Cole Trio.

## Distribuzione
Il film fu distribuito con il titolo Where There's Life negli Stati Uniti dal 21 novembre 1947 al cinema dalla Paramount Pictures.
Altre distribuzioni:
- in Svezia il 16 febbraio 1948 (Kungen från New York)
- in Portogallo il 18 giugno 1948 (Vida de Príncipe)
- in Finlandia il 21 gennaio 1949 (Paljon melua kruunusta)
- in Danimarca il 21 novembre 1949 (Rotter på loftet)
- in Francia il 22 febbraio 1950 (A vos ordres ma générale)
- in Brasile (Que Rei Sou Eu?)
- in Grecia (Vasilias gia mia mera)
- in Italia (La congiura di Barovia)